# 聲碼器

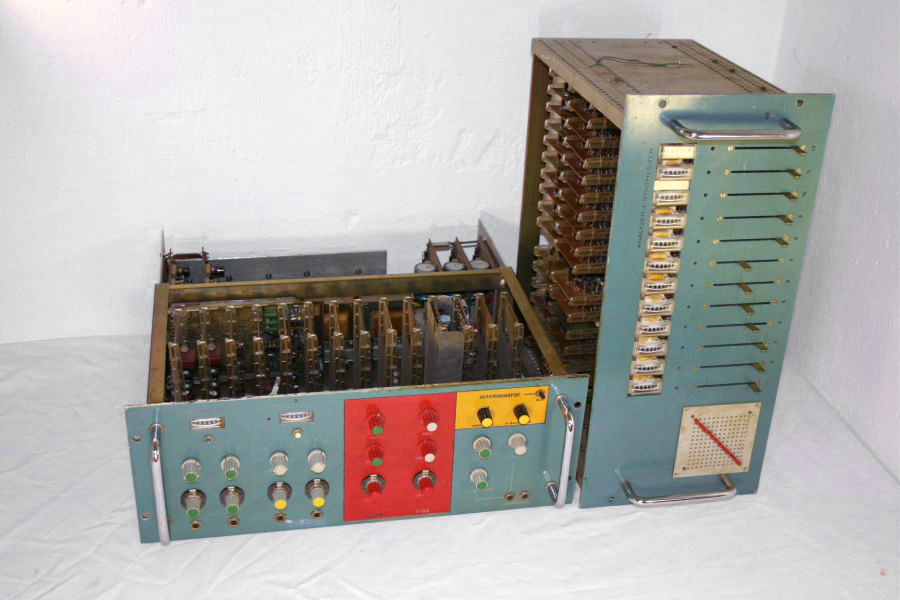
電子樂團發電廠樂團於1970年代前期所訂造的的聲碼器。

聲碼器（英語：Vocoder，發音： /ˈvoʊkoʊdər/），源自人聲編碼器（英語：voice encoder）的縮寫，又稱语音信号分析合成系统，對聲音進行分析與合成的系統，主要應用於合成人類語音。此編碼器主要的概念是將聲音編碼之後再進行傳輸，允許更多的語音頻道共享同一個的無線電電路或海底電纜。聲碼器可以用硬體或軟體的方式來實作，目前被廣泛應用於電子樂器上。

## 理論
人講話時，人聲是由喉頭的聲帶開關聲門所產生，其中包括了許多周期性的波形與許多諧波，這些週期波可視為基本的聲源信號。這些聲源信號接著經由鼻子和喉嚨（可視為複雜的共振系統），藉由改變嘴型來改變此系統，而產生不同的諧波含量，創造了各式各樣的語音；另外濁音與塞音則是氣流經由不同嘴型產生。
聲碼器發信端的分析器對話音信號進行分析，將該信號被分裂成多個頻帶（這個數字越大，會得到更準確的分析）。輸入信號通過一個多頻帶濾波器，並將每個頻帶分別通過一個包絡檢測器，將包絡檢測器得到的控制信號輸出給解碼器。由於控制信號與原來的語音波形相比變化速度緩慢許多，因此聲碼器大幅降低了語音傳輸所需的頻帶。若將控制信號進行加密，則可以保證語音傳輸安全性，以防攔截。比起原始的語音資料，大約可將傳輸資料壓縮到原先的十幾分之一。
語音信號的重建則將步驟反轉；接收端接到每個頻帶的包絡線參數以後，分別得到每個頻帶的包絡線，可視為多個隨時變的濾波器。接著由一個新的「豐富頻率成分」的聲源信號（可視為噪音訊號），通過每個頻帶的濾波器得到每個頻帶的包絡線訊號，最後將這些訊號得加，得到還原語音訊號。
值得注意的是，通過以上的編碼方法，丟棄了許多原本信號的資訊，主要丟棄了信息頻譜的瞬時頻率，也就是頻譜的相位。這樣的資訊流失雖然保留了語音的可辨識度，但相位的遺失意味著音高的遺失，如中文的「平、上、去、入」等五聲的資訊將遺失，而聽起來的聲音會像機器人講話一般，沒有「抑揚頓挫」。這種「機器人式」的特殊音色，在流行音樂和音效娛樂受到歡迎，在電子音樂中廣泛的被應用。

## 歷史

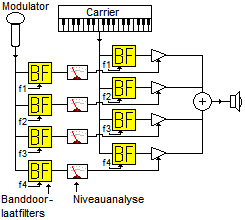
信道聲碼器的概要圖

聲碼器最早出現在美國貝爾實驗室。貝爾實驗室工程師荷馬·達德利在1928年提出合成話音的設想，並於1939年在紐約世界博覽會上首次表演了他取名為聲碼器的話音合成器。此後，話音合成的原理被用來研究壓縮話音頻帶，在售價、結構、耗電等諸方面符合商用的聲碼器已經出現。

## 聲碼器的種類
如上述採用頻譜包絡和基頻作為參數的聲碼器稱為信道聲碼器。除信道聲碼器外，還有多種其他類型的聲碼器。它們在合成話音質量、數碼率和復雜程度等方面不同，主要的差別在於話音參數和提取這些參數的方式不同。例如，用共振峰的位置、幅度和寬度表示頻譜包絡的,稱為共振峰聲碼器；利用同態濾波技術,如對話音信號進行積分變換、取對數和反變換以獲得各參數的，稱為同態聲碼器；直接編碼和傳輸話音的基帶（如取200～600赫的頻帶）展現聲源特性的，稱為聲激勵聲碼器。此外，還有相位聲碼器、線性預測聲碼器（線性預測編碼）等。